# Ligue story
Ligue Story es una película española escrita y dirigida por Alfonso Paso en 1972, y que en su título parodia la célebre película norteamericana Love Story (1970). 

## Argumento
La cinta narra varias historias cruzadas de diversos personajes, unidos todos ellos por un objetivo: encontrar la estabilidad sentimental, para lo que recurren a los servicios de un consultorio publicado en un periódico. Es así como Dámaso (Tony Leblanc), incorregible conquistador, conoce a Maribel (Paca Gabaldón), una joven de Soria, o como Alberto (Rafael Alonso) y Julia (Julia Martínez), un matrimonio que lleva muchos años casados y que ya no se aguantan, buscan comprensión en el consultorio. Por su parte, Higinio (Manolo Gómez Bur) también tiene problemas al relacionarse con mujeres y Juanita (Diana Lorys) se cruzará en su camino. Y por otro lado, Agustín (Cassen), que por fin disfrutará de unas merecidas vacaciones, vivirá todo tipo de aventuras y emociones junto a sus nuevas amistades hippies.
- Datos: Q5646676